# Gulangyu
Die Insel Gulangyu (鼓浪嶼 / 鼓浪屿,  Gǔlàng Yǔ) oder Kulangsu ist Teil des Stadtbezirks Siming der bezirksfreien Stadt Xiamen in der chinesischen Provinz Fujian. Der Name bedeutet wörtlich Trommelwellen-Insel, was auf die Geräuschentwicklung der Wellen an den Riffen im Südwesten der Insel schließen lässt. Die Insel lebt fast zur Gänze von Ausflüglern vom Festland. Es gibt mehrere Parks und Sehenswürdigkeiten. Die Insel wurde 2017 von der UNESCO in die Liste des Welterbes aufgenommen.

## Geschichte
Das knapp zwei Quadratkilometer große Eiland war in seiner Geschichte von vielen Kolonialmächten besetzt, die alle ihre Spuren, vornehmlich architektonische, auf der Insel hinterließen.
Im Jahr 1945 wurde Gulangyu einer der ersten vier Stadtbezirke von Xiamen. Im Mai 2003 wurde es jedoch dem Stadtbezirk Siming, welcher auf der Xiamen-Insel liegt, angeschlossen und bildet nun administrativ das Straßenviertel Gulangyu (鼓浪屿街道), eine Verwaltungseinheit auf Gemeindeebene.

## Administrative Gliederung
Das Straßenviertel Gulangyu setzt sich aus zwei Einwohnergemeinschaften zusammen. Diese sind:
- Einwohnergemeinschaft Longtou (龙头社区);
- Einwohnergemeinschaft Neicuo (内厝社区).

## Verkehr
Die Insel ist über keine Brücke mit dem Festland verbunden, sondern lediglich durch eine kurze Fahrt mit der Fähre zu erreichen. Daneben ist die Insel verbrennungsmotorfrei, um den Bewohnern der Millionenstadt Xiamen als Urlaubsort dienen zu können. Die Insel wird von E-Caddies, die als kleinere Busse für den Touristentransport und Müllwagen fungieren, befahren.

## Kultur
Neben dem offiziellen Namen ist Gulangyu auch in ganz China als Klavierinsel (鋼琴之島 / 钢琴之岛) bekannt, denn hier gibt es die größte Klavierdichte pro Kopf in ganz China. Die Insel Gulangyu verfügt auch über das einzige Klaviermuseum Chinas.

## Parks
Der Haoyue-Park (皓月公园 Hàoyùe Gongyuan) wurde gebaut, um den chinesischen Nationalhelden Zheng Chenggong zu verehren. Er steht auch in Form einer 16 Meter hohen Granitstatue im Haoyue-Park.
Der Shuzhuang-Park (菽庄花园) wurde im Stil eines klassischen chinesischen Gartens im Jahr 1913 errichtet, er beherbergte die Privatvilla eines reichen taiwanischen Geschäftsmanns und wurde nach der Errichtung der Volksrepublik in einen öffentlichen Park umgewandelt.

## Weltkulturerbe
Im Juli 2017 wurde Gulangyu unter der Bezeichnung Kulangsu: eine historische internationale Siedlung aufgrund eines Beschlusses der 41. Sitzung des Welterbekomitees als Kulturerbestätte in die Liste des UNESCO-Welterbes eingetragen. Die Eintragung erfolgte aufgrund der Kriterien (ii) und (iv).
In seiner Executive summary führt das Welterbekomitee dabei an:
1. Kulangsu sei ein Fenster des internationalen Austausches zwischen der traditionellen chinesischen Kultur, der Kultur Fujians und etlichen ausländischen Kulturen, welcher sich in der Architektur widerspiegeln würde,
2. Sie sei ein Zeignis für die Modernisierung Chinas, auch beeinflusst durch Migration von Chinesen ins Ausland und zurück,
3. Sie habe eine gut erhaltene Insel-Landschaft, welche die Errungenschaften der Moderne in China zeige anhand der organischen urbanen Raumstruktur, modischer Architektur, Gärten unterschiedlicher Stile und öffentliche Einrichtungen auf der Höhe der damaligen Zeit.[2]